# Impatiens diepenhorstii
Impatiens diepenhorstii är en balsaminväxtart som beskrevs av Friedrich Anton Wilhelm Miquel. Impatiens diepenhorstii ingår i släktet balsaminer, och familjen balsaminväxter.

## Underarter
Arten delas in i följande underarter:
- I. d. brevicornu
- I. d. intermedia